# 細齒阿蘭
細齒阿蘭（學名：Aa denticulata）是蘭科阿蘭屬的物種，是一種原生于南美洲熱帶地區的草本植物。

## 分佈
本種原生於南美洲熱帶，包括哥倫比亞及厄瓜多爾，生長於海拔3500米高地。